# 相良氏
相良氏（さがらし）は、武家・華族だった日本の氏族。鎌倉時代に肥後国人吉荘地頭となり、室町時代には肥後南半に勢力を拡大して戦国大名化したが、豊臣秀吉の九州征伐の際に島津氏に属したため、領地を旧領の人吉のみに削られた。江戸時代も肥後人吉藩主家として続き、維新後、華族の子爵家に列する。

## 出自

相良氏使用紋（相良瓜）

藤原南家の流れをくむ工藤氏の庶流で、『求麻外史』では工藤維兼（）を相良氏の祖としているが、『寛政重脩諸家譜』ではその孫にあたる工藤周頼（）が遠江相良荘に住んだことから相良を苗字としたのを始まりとしている。ただし周頼には子がなく、親類の伊東祐時の孫（祐光の子）、光頼を養子として家督を継がせた。このために日向伊東氏とも近縁である。また、本貫地が相良荘と隣接する横地氏、勝間田氏は源義家と維頼（周頼の父）の娘の間に生まれた横地太郎家長を祖とする伝承がある。
太田亮も『姓氏家系大辞典』の中で、相良氏系図で藤原為憲の子・時理の弟におく時文から周頼までの人名が他の藤原南家の諸系図には見られないこと、世代数が多く時代が合わないこと、異説が多いことを挙げて、相良氏系図の初期部分に混乱が見られることを指摘している。そして、相良光頼が伊東氏からの養子であることに注目し、相良氏系図の混乱は光頼の実家と養家との両家系を接続したため生じたものではないかと考察している。また『新撰事蹟通考』引用の系図から相良氏は鎮西伊佐氏（鎮西平氏）と関係があり、橘氏らと共に遠江国に移ってきた推測もできること、遠藤氏・井伊氏らと関係が深い氏族であることを示唆している。ただし、太田の研究は政治的な意図による修正や改竄の痕跡が明瞭である近世系図の検討しか行っておらず、創作の可能性が高い人物が最初から含まれていない（少なくとも世代的な矛盾はない）中世系図の検討がなされていない問題点やましてや近世系図にしかみられない遠藤氏や井伊氏との同祖説は成立の余地はない（大藩である彦根藩井伊氏との関係構築の観点から疑うべき）とする指摘もある。

## 歴史

### 鎌倉時代
治承4年（1180年）、源頼朝が平氏追討の兵を挙げたが、ときの相良荘司頼景は文治元年（1185年）に平氏が滅亡するまで、平氏方の武士として行動していた。その結果、領地没収の憂き目となるが、謝罪につとめて許され、鎌倉幕府に仕えるようになった。そして、建久4年（1193年）、肥後国球磨郡多良木荘を賜り、相良氏は肥後国と関係をもつようになったという。しかし、一説には相良頼景は建久4年に領地没収のうえ九州肥後国球磨郡多良木荘に追放されたとするものもある。
頼景の多良木荘下向に関しては、領地を賜ったとするもの、罪をえて追放されたとするものがあるわけだが、いずれも建久4年であったことは一致している。当時の御家人は鎌倉にあって、遠隔地にある所領の支配は代官に委ねることが多かった。ところが、頼景はみずから多良木荘に下向していることから、おそらく罪をえて追放されたものと推測される。
頼景は弟の相良頼兼、一族の平原頼範らを従えて多良木荘に下向したが、多良木は平家没官領であり、そこには矢瀬氏が入部していた。頼景はこの矢瀬氏にあずけられたか、頼っていったかしたものであろう。それから4年後の建久8年、頼景は鎌倉に行き将軍頼朝に謁見、ついで頼朝の善光寺参詣の随兵として参加し、御家人の列に加えられたのである。そして、所領として多良木荘を授けられたのであった。
こうして、多良木を得た頼景は家督を嫡男長頼に譲ると隠居した。長頼は遠江国相良荘に生まれ、頼景が多良木荘に下向したとき相良荘に残った。その後、頼朝の命を受けて人吉荘に下向し、矢瀬氏を滅ぼして人吉城に入った。そして元久二年（1205年）7月、長頼は征夷大将軍源実朝の命により、北条義時に従って武蔵国二俣川での二俣川の戦いで畠山重忠を攻め、その抜群の功によって平家没官領である球磨郡人吉庄の地頭職に補任されたのである。相良氏が肥後国に下向したとき、弟の相良宗頼・相良頼平ら一族、譜代の家臣らが従ったが、長頼の弟相良頼忠・相良頼綱・相良長綱らは相良荘に残った。多良木荘（上球磨）の相良氏は上相良氏、人吉荘佐牟田（下球磨）の相良氏は下相良氏と呼ばれ、相良荘に残った相良氏は遠江相良氏と呼ばれる。
相良氏の史料南藤蔓綿録などでは長頼を初代とし、人吉市史もそれを採用しているが、これらの書物は一次史料による検証を経ていないものであり、今日の歴史研究においては再検証が必要とされている史料であるため、ただちに史実として認定することは出来ない。また、『相良氏文書』や近世編纂の相良氏系譜は永富相良家の為続が上下両相良氏に取って代わり、更に上村相良家の晴広が養子縁組の形で入嗣した経緯を正当化するために一定の修正・改竄が加えられた疑いを持たれている。こうした事情から、頼景と長頼のどちらが初代当主であったかなど、再検討すべき問題が多い。
承久3年（1221年）、承久の乱が起こると、おりから鎌倉にあった相良長頼は弟の宗頼・頼忠とともに北条時房に属して西上、のち北条泰時に属し宇治川の戦いで奮戦、功をたてた。長頼の活躍に対して泰時は、梅の実5個を青磁の碗に盛って酒宴を催しその功を賞した。これを記念して、相良氏は「梅」を家紋にするようになったのだと伝えている。乱後の論功行賞により失っていた遠江国相良の旧領を回復し、播磨国飾磨郡を新恩として賜った。ここに至って相良氏は失地を回復するとともに、新たな発展をみせるようになる。長頼の父頼景は多良木4か村を領し、そのあとは長頼の子頼氏が継いで上相良氏とよばれて惣領となり、人吉は頼俊が継承して下相良氏とよばれた。さらに宗頼は山鹿郡泉荘内田村に住して内田相良を称し、頼平は玉名郡山北郷を領して山北相良氏を称した。かくして、相良氏一族は肥後国に繁衍していったのである。
ただし、上相良氏・下相良氏という概念は南北朝期以降の領主一揆の有力者を過去に遡らせて惣領扱いしているのに過ぎないのではないか（多良木や人吉の相良氏を後世の系図に基づいて過大評価しているのではないか）、という疑念も出されており、検討する課題も多い。

### 南北朝時代
元弘の動乱に際して、相良氏一族は一致して宮方に参じ、北条政権の打倒に活躍した。しかし、南北朝の内乱が始まると、惣領である多良木の上相良経頼は菊池氏に通じて南朝方に属し、一方、人吉の下相良頼広・定頼父子は北朝方につき、対立関係となった。両相良氏はそれぞれ国人一揆を形成、南北両勢力の抗争を利用して自らの支配権を拡大しようと企図したのである。その後、多良木の上相良氏の旗色が悪くなり、正平元年（1346年）、上相良経頼は北朝方に帰順した。かくして、下相良定頼は多良木勢を圧倒するようになり、正平8年（1351年）ごろになると、人吉庄北方・永吉半分・久米郷・日向北郷・飫肥郷に勢力を及ぼすようになった。こうして球磨郡の大半を確保した人吉下相良氏は、多良木上相良氏に代って相良惣領としての地位を確立するに至った。その間、南北朝の内乱に加えて、足利尊氏と弟の直義の対立から「観応の擾乱」が勃発し、情勢は混迷を深め、九州の諸勢力もめまぐるしい去就を見せるようになった。そのようななかで、懐良親王が征西将軍として九州に派遣され、やがて肥後に入った懐良親王を菊池武光が支援して次第に南朝方の勢力が振るうようになった。そして、武家方の九州探題一色氏を撃破し、ついで斯波氏、少弐氏らを倒した懐良親王と菊池武光は大宰府を押え、九州は征西府が全盛時代を現出するに至った。正平23年（1368年）、人吉の相良前頼は武家方から南朝方支持を目的とする球磨郡一揆に参加、前頼は征西府から本領球磨郡のほか葦北を安堵された。多良木相良氏も球磨郡一揆に参加し、多良木は上相良頼仲に返還された。

### 室町時代
室町時代の文安5年（1448年）、下相良氏の相良長続が上相良氏を滅ぼし球磨を統一、さらに肥後国守護菊池氏により八代と葦北の占有・保持を許され、球磨・八代・葦北三郡の統一に成功した。ただし、八代の家臣は小豪族による国一揆を形成していたため、当主自らが数か月毎に人吉と八代とを移動して、それぞれに政務を執り行う必要があった。

### 戦国時代
戦国時代に入り、相良氏の家督となった相良長唯（義滋）は長らく続いていた内紛を収束させ、みずからの直臣を国内の諸城に配置したのである。この一連の内紛において、長唯は一族、国人らを制圧し、結果としてかれらを家臣団として把握、戦国大名相良氏の基礎を築きあげたのである。相良義滋の代、薩摩・日向・大隅では島津氏が三州統一の過程にあり、不安定な状態にあった。一方、肥後守護菊池氏は大友氏の政治介入と家臣団の下剋上によって当主がめまぐるしく代わり、その権威を大きく失墜させていた。家中を統制した義滋は肥後に力を注ぐとともに、薩摩の大口方面にも進出して武威を振るい、相良氏の最も充実した時代を作り上げた。一方、上村頼興の意向を受けて、養嗣子の晴広の競争者となる人物をつぎつぎと排除していった。まず、文武に秀で葦北方面の平定に活躍した長種を粛正。ついで、上村長国の子で岡本城主の上村頼春を殺害した。かくして、天文15年（1546年）、義滋は家督を養子相良晴広に譲ると、間もなく58歳で死去した。家督を継いだ晴広は実父上村頼興の後ろ楯を得て、戦乱の時代のなかで相良氏の舵取りを誤ることはなかった。天文19年、大友義鑑が「二階崩れの変」で死去し、義鎮（大友宗麟）が大友氏の家督となると、菊池義武が隈本城に復帰した。義鎮は叔父の義武と対立し、敗れた義武は相良晴広を頼った。晴広は義武を保護したが、義鎮の招きに応じた義武は豊後に出立、その途中で殺害された。事件後、義鎮は義武を庇護した晴広の信義を尊重したこともあって、大友氏と相良氏の外交関係にひびが入ることはなかった。
弘治元年（1555年）、晴広は式目二十一条を三郡に布告した。これは、「相良氏法度」として有名なもので、一揆契状と分国法をつなぐ、いわゆる戦国大名分国法の原点に位置付けられるものといわれる。ところで、相良氏法度は晴広1人によって制定されたものではなく、3代にわたって制定されたものである。つまり、第一条から第七条までは為続が、第八条から二十条までは長毎によって、二十一条から四十一条までを晴広が制定したものであった。晴広は戦国相良家の民治の根本を示すなど優れた治績を残したが、弘治元年（1555年）、病のため43歳の若さで八代の鷹峰城で没した。家督を継いだ頼房（義陽）は、このとき12歳の少年であった。
若年で家督を継いだ頼房は祖父上村頼興の後見を得ていたが、弘治3年に頼興が死去すると、一族の家督争いが起きた。頼興の次男頼孝、その弟頼堅、稲留長蔵ら三人が頼房の若年を狙って、三郡を分割しようと密謀し、それぞれの城で挙兵したのである。これに、日向真幸院の北原氏、薩摩の菱刈氏らが加担した。頼房は老臣とはかって、まず頼堅の拠る豊福城を攻め落として頼堅を誅殺、残る二人も八代において誅殺し一族の反乱を鎮めた。ところが、永禄2年（1559年）今度は人吉両奉行である東長兄と丸目頼春が対立、家中は両派に分かれ紛争に発展し、結局、丸目氏が失脚して一件落着した。相次いだ内紛を克服した頼房は、永禄3年（1560年）、伊東義祐の娘千代鞠と婚姻し、遠江守と称して戦国大名への道を歩み始めた。このころ、三州統一を進める薩摩の島津義久は、肥後方面での衝突を避けるため、頼房に親交の意を表わして起請文を送っている。また、永禄8年11月には、阿蘇家の執政甲斐宗運と会して親交を約した。このように頼房は、近隣に相良家の威勢を示し、永禄7年には従四位下修理大夫の官位に任じられ、将軍足利義輝の偏諱を受けて義陽と改めた。
薩摩の島津義久は薩摩・大隅の対抗勢力を着々と制圧し、やがて三州を統一すると隣国肥後への北進の姿勢を見せはじめた。かくして、相良氏が北上の障害となってくると、島津氏はそれまでの盟約を反故にし、両者は敵対関係となった。永禄7年、義久は真幸院の北原氏を服属させ、その居城飯野城に弟島津義弘を入れ、勢いのおもむくところ、球磨・葦北の国境へ進出して相良氏と戦うようになった。一方、大口方面でも菱刈氏と結んで大口城を守る相良勢に対して、新納忠元を大口城に近い市山城に配置し、相良氏攻略の足固めをすすめた。そして、永禄12年3月、義久の弟家久は、策略をもって大口城の相良勢を城外に誘き出し、砥上に置いた伏兵をもって挟撃した。相良勢は敗れて城将相良伊勢守以下、大口城を捨てて撤退した。義久は新納忠元を大口地頭として入城させ、以後、大口方面は島津氏の支配下に入った。
薩摩の島津勢力が拡大するにつれて、国境を隣接する義陽は、豊後の大友氏への依存を強めていった。さらに、日向の伊東氏と結び、また阿蘇家の甲斐宗運と互いに誓紙を交して同盟するなど、味方の強化を図りながら、一面、島津への和議策もとっていた。元亀3年（1572）5月、日向の伊東義祐は相良義陽と謀って、飯野城攻略の軍を起こした。飯野城を守る島津義弘は300の小勢であり、伊東軍は3,000の軍勢を擁していた。伊東軍は飯野城下を襲い、火を放って攻めたてた。対する義弘は入念に作戦を立て、小勢をもって十倍に及ぶ伊東軍を迎え撃った。結果、義弘の巧みな作戦と用兵によって伊東軍は散々に撃ち破られ、大将伊東加賀守をはじめ多くの兵が討死、伊東勢は文字どおり壊滅的敗北を喫した。このとき、義陽も援軍を率いて出陣したが、伊東軍の敗戦を知ると戦わずして球磨へ引き揚げた。この戦いは木崎原の戦いとよばれ、日向一の勢力を誇った伊東氏は一気に衰退に転じた。以後、島津氏の伊東氏に対する攻勢が続き、天正5年12月、ついに義祐は豊後の大友氏を頼って佐土原城から落ちていった。義祐を受け入れた大友宗麟は、義祐ら伊東一族を庇護するとともに、義祐の依頼を受けて島津征伐に乗り出した。天正6年（1578年）、宗麟は43,000の兵を率いて日向に出陣した。そして、日向高城で島津氏と激戦を行ったが大敗、多くの将兵を一挙に失い北へ逃れたが島津軍の追撃を受け、耳川の戦いと呼ばれる耳川付近での戦闘で更に大敗を喫した。大友軍は潰滅し、宗隣は命からがら豊後へ逃げ帰った。この敗戦により、大友氏の威勢も衰退の途を辿り、島津氏は薩摩・大隅・日向の三州を支配下に置き、いよいよ九州統一戦に乗り出すことになる。天正9年9月、肥後に侵攻した島津軍は相良方の重要拠点である水俣城を攻め落した。八代にいた相良義陽は島津氏に和を乞い、葦北全部を割譲し、二子を人質に出すことで和議が成立した。
相良氏を降した島津氏は、さらに肥後中央部への進出を図り、その途中に立ちはだかる御船の甲斐宗運を破るため、相良義陽に先陣を命じた。阿蘇攻めの先陣を命じられた義陽は、天正9年12月、800の勢を率いて八代城を出発した。義陽は阿蘇領との境にある姿婆神峠を越え、山崎村に侵入した。そして村内の響野原に本陣を置き、一隊は阿蘇氏の出城甲佐城と堅志田城に向かい、両城を攻め落とした。これに対して宗運は、物見によって義陽が響野原に陣をとったことを聞くと「それは義陽の陣とは思えぬ、かれならば姿婆神から鬼沙川を渡らず糸石あたりに陣を布くはずだ」と言って、さらに物見に確かめさせたところ、まさしく相良義陽であった。宗運は「みずから死地を選んだとしか思えぬ」と言って、義陽の心中を思いやったという。12月2日の未明、宗運は鉄砲隊を先手として本隊を率い、相良勢に気付かれぬよう、密かに迂回して間道を抜け粛々と響野原へ兵を進めた。決戦の日は小雨が降り、霧が立ちこめていたという。宗運は兵を二手に分けると、相良勢を挟撃するかたちで襲いかかった。相良勢は霧のなかから突如沸き起こった喚声に仰天した。響野原はたちまち銃声が響きわたり、怒号と喚声のなかで、白刃が斬り交う修羅場と化した。戦いは宗運の奇襲戦法に応戦態勢が遅れた相良勢が敗れ、ついには大将相良義陽以下、300余の将兵が戦死、相良勢は総崩れとなって八代方面へ潰走した。義陽の首を見た宗運は、心ならずも島津の命に従わざるを得なかった義陽の立場に同情し、死をもって盟友に詫びていった義陽を哀悼してやまなかったという。義陽の死後、重臣の深水長智、犬童頼安らが島津氏と交渉して嫡男忠房を補佐し、次男の長毎は出水において島津氏の人質となった。天正13年、忠房が死去したため、長毎が家督を継ぎ、相良氏は島津氏の指揮下にあって、その九州統一戦に活躍した。やがて、豊臣秀吉の島津征伐が開始されると、島津方として日向に出陣した。そして、秀吉が八代城に入ったとき、人吉城の留守を守っていた深水長智は、秀吉に謁して相良氏の本領安堵を願い出て許された。長毎も日向から帰還して、秀吉に服属を誓った。こうして、相良氏は豊臣大名の一人となり、朝鮮の役に際しては加藤清正に属して渡海、各地に戦った。慶長5年（1600年）の関ヶ原の戦いには、はじめ西軍にあったが、秋月種長らと東軍に転じ、本領を安堵された。

### 江戸時代
江戸時代を通じて人吉藩2万2000石の藩主家として存続した。藩主は従五位下遠江守や近江守の官位に叙されることが多かった。江戸全期を通じて一向宗（浄土真宗）は禁制としていた。
最後の人吉藩主頼基は、薩摩藩の傘下で会津征伐に参加したが、軍制改革の立ち遅れでそれ以外に戦功をあげられなかった。

### 明治以降
最後の人吉藩主頼基は、明治維新後の明治2年（1869年）6月22日に版籍奉還により人吉藩知事に任じられ、明治4年（1871年）7月14日の廃藩置県まで藩知事を務めた。また明治2年（1869年）6月17日の行政官達で公家と大名家が統合されて華族制度が誕生すると相良家も大名家として華族に列した。
版籍奉還の際に定められた家禄は2509石。明治9年の金禄公債証書発行条例に基づき家禄の代わりに支給された金禄公債の額は、6万5000円（華族受給者中98位）。
明治前期の当主頼紹の住居は東京府麻布区飯倉片町にあった。当時の家扶は田代蔵。
明治17年（1884年）7月7日の華族令の施行で華族が五爵制になると、同月8日に旧小藩知事として頼紹が子爵に列せられた。その後貴族院の子爵議員に当選して務めた。
頼綱の代の昭和前期に相良子爵家の邸宅は東京市世田谷区成城町南にあった。頼綱は東京府多額納税者。

## 相良一族
1. 相良長頼
2. 相良頼親
3. 相良頼俊 - 長頼の三男。兄の頼親より家督を譲り受ける。
4. 相良長氏
5. 相良頼広
6. 相良定頼
7. 相良前頼
8. 相良実長
9. 相良前続
10. 相良堯頼
11. 相良長続 - 永留氏8代・実重の子。堯頼を逐った多良木兄弟を討滅する。
12. 相良為続
13. 相良長毎
14. 相良長祗
15. 相良長定 - 長続の孫。正統なる嫡流を主張し、長祗を逐い政権を奪取する。
16. 相良義滋 - 長祗の兄。長定を逐う。
17. 相良晴広 - 上村頼興の子で、義滋の養嗣子。
18. 相良義陽 - 晴広の子。
19. 相良忠房 - 義陽の長男。
20. 相良頼房 - 初代人吉藩主。義陽の次男。
21. 相良頼寛
22. 相良頼喬
23. 相良頼福
24. 相良長興
25. 相良長在
26. 相良頼峯
27. 相良頼央
28. 相良晃長 - 高鍋藩秋月氏からの養子
29. 相良頼完 - 羽林家鷲尾家からの養子
30. 相良福将 - 苗木藩遠山氏からの養子
31. 相良長寛 - 岡山藩池田氏からの養子
32. 相良頼徳
33. 相良頼之
34. 相良長福
35. 相良頼基
36. 相良頼紹
37. 相良頼綱
38. 相良頼知
39. 相良知重
40. 相良綾乃[30]

## 相良神社
相良神社 - 人吉城（繊月城）御館跡、相良護国神社の横に鎮座する。
- 主祭神 - 相良家初代から36代の歴代当主
- 住所 - 熊本県人吉市麓町35-1

## 庶家
- 多良木氏（上相良氏）
  - 多良木頼氏（相良長頼の次男、初代）
  - 多良木頼宗（2代）

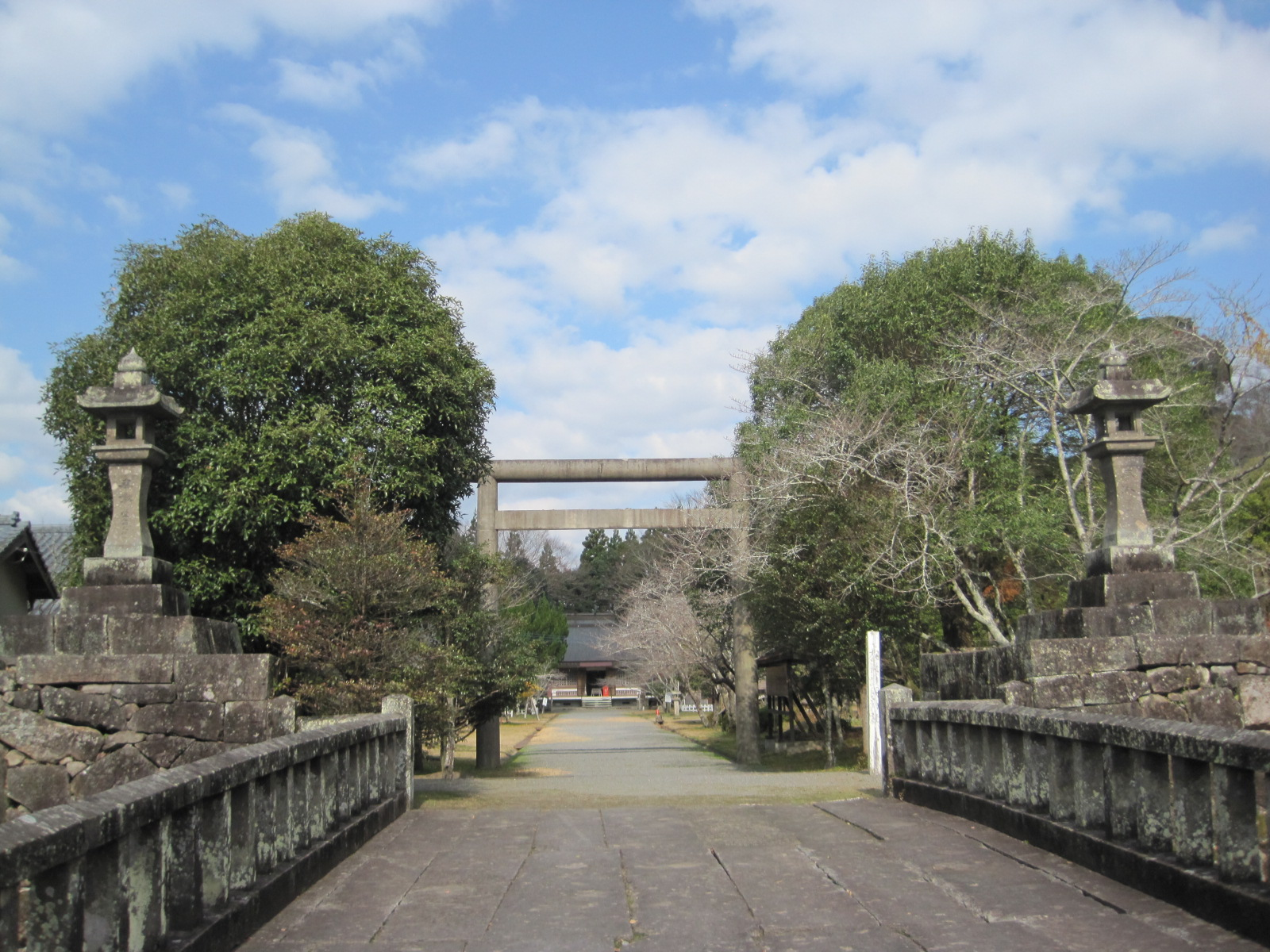
相良護国神社

  - 多良木経頼（3代、九州南朝方の主要な武士の1人）
  - 多良木頼仲（4代）
  - 多良木頼忠（5代）
  - 多良木頼久（6代）
  - 多良木頼観（7代）
  - 多良木頼仙（頼観の弟）
- 大内氏家臣相良氏
  - 相良正任（多良木頼観の嫡子・鬼太郎と言われる。大内政弘に仕えた）
  - 相良武任（大内義隆の寵愛を受けたが、それが大内氏滅亡の一因となった）
- 永留氏
  - 相良頼明/山田頼明（相良長頼の三男相良頼親の長子、初代）
  - 永留頼常（頼明の子）
  - 永留頼積
  - 永留長滋
  - 永留頼均
  - 永留頼道
  - 永留頼連
  - 永留実重（長子は本家相続相良長続）
- 上村氏
  - 相良頼村（相良長頼の四男、初代）
  - 上村頼武（2代）
  - 上村頼綱（3代）
  - 上村隆頼（4代）
  - 上村長房（5代）
  - 上村頼織（6代）
  - 上村頼国（7代）
  - 上村頼威（8代）
  - 上村運重（9代）
  - 上村高頼（10代）
  - 上村直頼（11代）
  - 上村長国（直頼の弟）
  - 上村頼廉（12代）
  - 上村頼興（13代、長子は本家相続相良晴広）
  - 上村長種（頼興の弟）
  - 上村頼孝（14代）
  - 上村頼堅（頼孝の弟）
- 稲留氏
  - 稲富頼貞
  - 稲留為頼
  - 稲留長蔵
- 犬童氏
  - 犬童頼安
  - 犬童頼兄（相良清兵衛）
- 深水氏
  - 深水頼金
  - 深水長智
  - 深水頼蔵
- 佐牟田氏
  - 佐牟田長堅
- 今村氏
  - 今村頼劫（相良定頼の次男）
- 丸目氏
  - 丸目頼書（相良定頼の三男）
  - 丸目頼美

（同姓であるが、丸目長恵は血縁も系譜上も無関係。）
- 小垣氏
- 丸野氏
  - 丸野頼成
- 内田氏
  - 内田（山井）宗頼
  - 内田頼重
  - 内田鎮次
  - 内田鎮家
  - 内田統続

## 小苗字
相良宗家には35、上相良家には8の小苗字を有する家が存在した。以下に列記する。

### 相良家
- 愛甲
- 小垣
- 有瀬
- 板井
- 稲留
- 今村

- 犬童
- 内田
- 亀山
- 川馳
- 桑原

- 佐原
- 佐牟田
- 澄川
- 薗田
- 外越

- 高橋
- 竹下
- 鶴田
- 豊永
- 中島

- 西
- 西橋
- 馬場園
- 林田
- 原

- 深水
- 松本
- 丸目
- 簑毛
- 村山

- 樅木
- 山井
- 山北
- 山本
- 吉牟田

### 上相良家
- 井口
- 岩崎
- 乙益
- 久保田

- 黒肥地
- 新堀
- 鍋倉
- 肥地岡

## 相良氏主要家臣団
- 赤池長任
  - 内田伝右衛門
- 岡本頼氏
- 菱刈隆豊
- 湯山宗昌